# Edward Woodgate
Edward Robert Woodgate (1845 — 1900) General británico de gran experiencia en las campañas africanas. Dejó la escuela a los quince años para enrolarse en el ejército, donde realizó una exitosa carrera en India y Abisinia (Etiopía, 1868). Luego combatió en la guerra contra los ashanti (Ghana, 1873-74), en Zululandia (actual provincia Kwala-Natal de Sudáfrica, 1879) y Sierra Leona (1898). El 24 de enero de 1900, fue herido de gravedad en la cabeza durante la batalla de Spionkop, en el transcurso de la guerra anglo-bóer. Como resultado de esa herida, Woodgate perdió la memoria reciente y no recordaba nada de la guerra. Posteriormente entró en coma y murió en Mooi River el 23 de marzo de 1900.
- Datos: Q5345982
- Multimedia: Edward Woodgate / Q5345982